# Симптом Феррарі
Симптом Феррарі (англ. ferrari sign, також симптом запахів м'ясної крамниці, англ. smells like a butcher's shop) — діагностичний симптом у розпал жовтої гарячки. Являє собою суміш запахів крові, тваринного м'яса, печінки, нутрощів на різних етапах розкладання, як це тхне на бойні худоби або у магазині, якій торгує м'ясною продукцією, що відчуваються від хворого. При огляді пацієнта його шкіра пахне так, запах йде й з рота хворого. Такий запах пояснюють розпадом печінки, який відбувається при хворобі, з утворенням відповідних ароматичних речовин, а також наявністю виразного ДВЗ-синдрому, який призводить до появи зовнішніх кровотеч та крововиливів у шкіру. Наявність симптому є прогнозом тяжкого, нерідко смертельного, клінічного перебігу жовтої гарячки. 
Названо на честь іспанського дослідника дона Хуана Антоніо  Феррарі, який вивчав хворобу під час її епідемії в іспанському місті Херес в 1820 роках. Він помилково вважав, що хвороба не є інфекційною, а виникає внаслідок первинного ураження шлунка та печінки («флегмазія шлункової та печінкової систем»), через що й виникають описані ним запахи, які відчуваються від хворих